# NGC 3
NGC 3 (również PGC 565 lub UGC 58) – galaktyka soczewkowata (S0), znajdująca się w gwiazdozbiorze Ryb. Została odkryta 29 listopada 1864 roku przez Alberta Martha.